# Thomas Grace (Alias)
 For alternative betydninger, se Thomas Grace. (Se også artikler, som begynder med Thomas Grace)
Thomas "Sidewinder" Grace er en fiktiv karakter i tv-serien Alias. Hans medvirken begyndte fra femte og sidste sæson.